# Paramimistena subglabra
Paramimistena subglabra är en skalbaggsart. Paramimistena subglabra ingår i släktet Paramimistena och familjen långhorningar.

## Underarter
Arten delas in i följande underarter:
- P. s. subglabra
- P. s. burmana